# Rodeites
Rodeites is een uitgestorven monotypisch geslacht van varens uit de familie Marsileaceae. 
De enige soort in dit geslacht, Rodeites dakshinii, is gevonden in Tertiaire afzettingen in de Deccan Traps in westelijk India.

## Kenmerken
Aangezien Rodeites een monotypisch geslacht is, wordt het volledig beschreven door zijn enige recente vertegenwoordiger, Rodeites dakshinii. Zie aldaar.